# 1128
Cette page concerne l'année 1128  du calendrier julien. Pour l'année 1128 av. J.-C., voir 1128 av. J.-C.
L'année 1128 est une année bissextile qui commence un dimanche.

## Événements

### Asie
- 12 février : mort de l’atabek de Damas Tughtekin. Il désigne son fils Bouri comme successeur. Échec d’un coup de force des Francs contre Damas[1].

- 18 juin : Zanki rentre dans Alep et en devient l'atabek. Soucieux de légitimité, il épouse la fille de Ridwan, déjà veuve d’Il-Ghazi et de Balak, transfère les restes de son père dans la ville et obtient du sultan saljûqide Mahmoud II un document officiel lui conférant l’autorité sur la Syrie et le Nord de l’Irak[1].

- Un groupe de Khitans mené par Yelü Dashi retourne au nomadisme et s’installe dans la vallée de l’Ili pour fonder le royaume des Kara-Khitans (Liao occidentaux pour les Chinois)[2].

### Europe
- 3 et 16 février : révolte de Saint-Omer puis de Gand contre Guillaume Cliton[3]. La rébellion s’étend à toutes les villes de Flandre.

- 29 mars : Thierry d’Alsace est élu comte de Flandre par le peuple (fin en 1168). À Arras, Guillaume, soutenu par l’Église, résiste. Thierry d’Alsace, frappé d’anathème, tombe malade. Guillaume, victorieux, est cependant tué devant Alost le 27 juillet[3].

- 22 avril : le pape Honorius II excommunie Conrad de Hohenstaufen qui s’est fait proclamer roi d’Italie contre Lothaire de Supplinbourg[4].

- 17 juin (ou en avril ou mai 1127[5]) : Mathilde l’Emperesse, héritière du trône d’Angleterre, épouse Geoffroy Le Bel dit Plantagenêt, comte d’Anjou et du Maine. Début de la maison Plantagenêt en Angleterre.
- 24 juin : bataille de São Mamede[6]. Alphonse Ier Enriquez écarte sa mère Thérèse de sa tutelle sur le Portugal. Le parti galicien est écarté.
- 29 juin : Anselme, archevêque de Milan, couronne Conrad de Hohenstaufen roi d’Italie à Monza, puis à Milan[4]. Le pape déclare nul le sacre.

- Été : les troupes hongroises passent le Danube et envahissent l’empire byzantin. L’empereur byzantin Jean II Comnène donne son appui au compétiteur du roi Étienne II de Hongrie, Almos. Les Hongrois envahissent l’empire et Jean II doit mener une rude campagne pour les refouler et leur imposer la paix en 1129[7].
- 22 août : Roger II de Sicile contraint le pape Honorius II à lui donner l’investiture des duchés de Pouille et de Calabre sur le pont de Bénévent[8].

- Commune de Laon[9].
- Charte du vicomte de Marseille Geoffroi attestant de l’existence de consuls à Marseille[10].
- Norbert de Xanten fait construire une abbaye à Grimbergen, dans le Brabant flamand[11].